# Formicivora iheringi
Formicivora iheringi là một loài chim trong họ Thamnophilidae.